# Max Barry
Pour les articles homonymes, voir Barry.
Œuvres principales
- Soda & Cie

Max Barry, né le 18 mars 1973 à Melbourne en Victoria, est un écrivain australien vivant à Melbourne. Il est l'auteur du roman Soda & Cie en 1999 sous le nom de Maxx Barry, et de Jennifer Gouvernement en 2003. Il est aussi le créateur de Nationstates, un jeu en ligne basé sur son roman Jennifer Gouvernment. Son troisième roman, Company, est sorti aux États-Unis le 17 janvier 2006.

## Œuvres

### Romans
- Soda & Cie, Jean-Claude Lattès, 2000 ((en) Syrup, 1999)  (ISBN 2-7096-2079-0)
- Jennifer Gouvernement, Calmann-Lévy, 2004 ((en) Jennifer Government, 2003)  (ISBN 2-7021-3496-3)
- (en) Company, 2006
- (en) Machine Man, 2011
- Lexicon, Delpierre, 2014 ((en) Lexicon, 2013)  (ISBN 978-2-37072-007-8)Prix Aurealis du meilleur roman de science-fiction 2013
- (en) Providence, 2020
- (en) The 22 Murders of Madison May, 2021

## Adaptations
- Soda & Cie va être adapté au cinéma, avec Shiloh Fernandez et Amber Heard dans les rôles principaux[1].
- Un jeu de simulation de gestion de nation en ligne prend pour base Jennifer Gouvernement[2].